# Iulian Bădescu
Iulian Bădescu (n. 21 mai 1974, Cărbunești, România) este un fost politician român. Acesta a fost ales ca senator de Prahova în 2008 din partea Partidului Democrat Liberal, devenit între timp membru al Partidului Social Democrat.
Iulian Bădescu a fost ales atunci în Colegiul nr. 2 Senat al Circumscripției electorale nr. 31 Prahova (ce acoperă municipiul Ploiești, orașele Plopeni și Slănic și comunele din zona lor). A fost vicelider al grupului parlamentar PSD din Senat și candidatul Uniunii Social Liberale la funcția de primar al municipiului Ploiești în alegerile locale din iunie 2012.
La alegerile locale din 2012 a fost ales primar al Municipiului Ploiești, din primul tur de scrutin, depășindu-și adversarii cu un avans de 1642 voturi. A ales în luna martie 2015 să renunțe la funcția de primar, atunci când a fost pus sub acuzare pentru finanțarea, fără viză de control financiar și fără respectarea legilor privind atribuirea de contracte publice prin licitație, a ONG-ului „Lupii Galbeni” (care la rândul său acorda premieri pentru echipa FC Petrolul Ploiești), o manevră prin care se încerca eludarea regulilor UEFA privind finanțarea publică a cluburilor profesioniste de fotbal. Iulian Bădescu a fost condamnat definitiv pe data de 21 noiembrie 2017 de Înalta Curte de Casație și Justiție (ÎCCJ) la trei ani cu suspendare sub supraveghere în dosarul în care este acuzat de abuz în serviciu în legătură cu sponsorizarea Asociației Comunitare "Lupii Galbeni 2012".